# Гариса
Гариса (сом. Garissa) је град у Кенији. Има 50.955 становника (1999). Главни је град Североисточне покрајине. Кроз град пролази река Тана. Гариса се налази у пустињском подручју источне Кеније. Локално се становништво бави трговином и сточарством. Температуре се свакодневно пењу преко 30 °C.
Године 1999. Гариса је бројала 50.955 становника.